# Umbriel (lune)
Vous lisez un « article de qualité » labellisé en 2011.
Pour les articles homonymes, voir Umbriel.
Umbriel, également appelé Uranus II, est le troisième satellite naturel d'Uranus par la taille. Découvert en 1851 par William Lassell, en même temps qu'Ariel, il reçoit alors le nom d'un personnage du poème La Boucle de cheveux enlevée d'Alexander Pope.
Umbriel est principalement constitué de glace, et d'une fraction substantielle de roche. Sa structure interne pourrait être différenciée entre un noyau rocheux et un manteau de glace. Sa surface est la plus sombre parmi celles des lunes d'Uranus, et aurait été principalement façonnée par des impacts météoritiques. Cependant, la présence de canyons suggère l'existence de processus endogènes dus à l'expansion de son intérieur au début de son évolution. Le satellite pourrait avoir subi un resurfaçage endogène qui aurait recouvert une partie des surfaces les plus anciennes.
Parmi les satellites d'Uranus, Umbriel a la surface la plus marquée par des cratères d'impact après Obéron, certains mesurant jusqu'à 210 km de diamètre. La principale caractéristique géologique à la surface d'Umbriel est un anneau de matériaux clairs au fond du cratère Wunda.
Comme tous les satellites d'Uranus, Umbriel s'est probablement formé à partir d'un disque d'accrétion entourant la planète juste après sa formation. Le système d'Uranus a été étudié de près une seule fois, par la sonde Voyager 2, en janvier 1986. Elle a pris plusieurs images d'Umbriel, qui ont permis de cartographier environ 40 % de sa surface.

## Découverte
Umbriel est découvert par William Lassell le 24 octobre 1851. Bien que William Herschel, le découvreur de Titania et d'Obéron, ait revendiqué à la fin du XVIIIe siècle avoir observé quatre lunes additionnelles d'Uranus, ces observations n'ont pas été confirmées. Ces quatre objets sont maintenant considérés comme des erreurs d'observation.
Tous les satellites d'Uranus ont reçu des noms de personnages des œuvres de William Shakespeare ou d'Alexander Pope. Les quatre premiers noms ont été suggérés par John Herschel, le fils de William, en 1852 à la demande de Lassell. « Umbriel » est le nom d'un personnage de La Boucle de cheveux volée du poète Alexander Pope. Dans cette œuvre, Umbriel est le « sombre farfadet mélancolique » et son nom fait référence au latin umbra signifiant l'ombre. Les noms des formations remarquables sur le satellite ont également été choisis parmi les esprits du mal et du monde souterrain de différentes mythologies : Zlyden, Setibos, Minepa, Alberich, Fin, Gob, Kanaloa, Peri, Skynd, Vuver (voir Table). En 1851, Lassell attribua finalement aux quatre satellites connus des chiffres romains en fonction de leur éloignement de la planète et, depuis, Umbriel est également appelé Uranus II,.

## Orbite
Umbriel est en orbite autour d'Uranus à une distance moyenne d'environ 266 000 km. C'est le troisième plus éloigné des cinq grands satellites de la planète. Son orbite a une faible excentricité et une très petite inclinaison par rapport à l'équateur d'Uranus. Sa période orbitale est d'environ 4,1 jours terrestres et coïncide avec sa période de rotation. En d'autres termes, Umbriel est en rotation synchrone, et a toujours le même hémisphère en regard de la planète. De même, elle possède un « hémisphère avant » qui fait face au mouvement orbital et un « hémisphère arrière » qui lui est opposé. Cette rotation synchrone résulte des frottements qu’ont entrainés les importantes marées causées par Uranus. L'orbite d'Umbriel est intégralement située à l'intérieur de la magnétosphère d'Uranus. Ceci est important, car les hémisphères arrières des satellites (qui sont dépourvus d'atmosphère et qui orbitent au sein d'une magnétosphère, comme Umbriel) sont heurtés par le plasma magnétosphérique qui tourne en synchronisme avec la planète. Ce bombardement peut conduire à un obscurcissement des hémisphères arrières, qui est effectivement observé sur toutes les lunes d'Uranus, sauf Obéron. Cette dernière passe une fraction significative de son temps hors de la magnétosphère d'Uranus. Umbriel sert de « puits » pour les particules chargées de la magnétosphère. Ainsi en 1986, alors que la sonde Voyager 2 était dans le voisinage de l'orbite de cette lune, elle observa une baisse dans le décompte des particules énergétiques qu'elle réalisait.
Comme l'axe de rotation d'Uranus est proche du plan de son orbite autour du Soleil et que les orbites des satellites sont proches de son plan équatorial, celles-ci sont dans un plan à peu près perpendiculaire au plan de l'orbite d'Uranus. Les satellites sont donc soumis à un cycle saisonnier extrême : chacun des pôles passe alternativement 42 années terrestres dans l'obscurité complète et 42 années continuellement éclairé, avec le Soleil près du zénith d'un des pôles au solstice. Le passage de Voyager 2 en 1986 a coïncidé avec le solstice d'été de l'hémisphère sud, avec près de la totalité de l'hémisphère nord dans l'obscurité. Tous les 42 ans, à l'équinoxe d'Uranus, la Terre traverse son plan équatorial et des occultations entre les lunes d'Uranus deviennent observables. En 2007 et 2008, un certain nombre de ces événements se sont produits. Parmi ces événements, il est possible de citer deux occultations de Titania par Umbriel le 15 août et le 8 décembre 2007, et une occultation d'Ariel par Umbriel le 19 août 2007. Actuellement[Quand ?], Umbriel n'est impliqué dans aucune résonance orbitale avec un autre satellite d'Uranus. Cependant, dans le passé, il peut avoir été en résonance 3:1 avec Miranda. Cela pourrait avoir conduit à augmenter l'excentricité orbitale de Miranda. Cette excentricité orbitale aurait contribué à l'échauffement interne et à l'activité géologique de la lune, alors que, dans le même temps, l'orbite d'Umbriel n'aurait été que faiblement perturbée. Uranus est plus faiblement aplatie à ses pôles, mais aussi plus petite, au regard de ses satellites, que Jupiter ou Saturne. De ce fait, ces lunes peuvent plus facilement se soustraire aux forces qui maintiennent leur orbite en résonance. Après que Miranda s'est échappé de cette résonance (par le biais d'un mécanisme qui l'a probablement entraîné dans son inclinaison orbitale actuelle, anormalement élevée), son excentricité aurait été amoindrie, désactivant ainsi la source de chaleur qui alimentait l'activité géologique ancienne de Miranda.

## Composition et structure interne

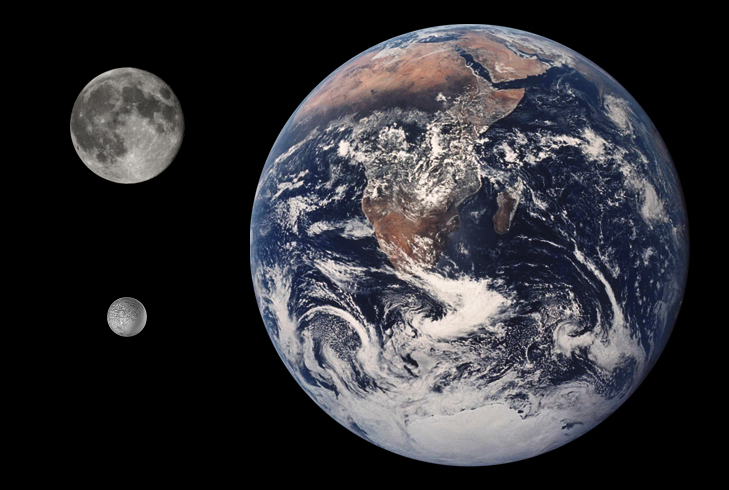
Comparaison entre la Terre, la Lune et Umbriel. L’échelle est environ 28,9km par pixel

Umbriel est la troisième en taille et le quatrième en masse décroissante des lunes d'Uranus. Sa masse spécifique est en effet de 1,39 g/cm3, ce qui indique que l'astre est principalement composé de glace d'eau. Par ailleurs, un composant dense encore inconnu, différent de la glace d'eau, constitue environ 40 % de la masse totale. Cette substance pourrait être formée de roche et/ou de matière carbonée, y compris des composés organiques lourds formant du tholin. La présence de glace d'eau est étayée par les observations en spectroscopie infrarouge, qui ont révélé la présence de glace d'eau cristallisée à la surface de l’astre. Les bandes d'absorption de la glace d'eau sont plus marquées sur l'hémisphère avant d'Umbriel que sur l'hémisphère arrière. Les causes de cette asymétrie ne sont pas connues. Elles peuvent, cependant, être reliées au bombardement par les particules chargées de la magnétosphère d'Uranus, plus intense sur l'hémisphère arrière, en raison de la co-rotation du plasma. Les particules énergétiques tendent à faire gicler de la glace d'eau, à décomposer le méthane qui y est piégé sous forme de clathrate, et le noircissent avec les autres matériaux organiques, laissant un résidu foncé et riche en carbone.
À part l’eau, le seul autre composé chimique identifié à la surface d'Umbriel par spectroscopie infrarouge est le dioxyde de carbone (CO2), qui est concentré principalement sur l'hémisphère arrière. Son origine n'est pas clairement expliquée. Il pourrait être produit sur place à partir des carbonates ou de matériaux organiques sous l'influence des particules énergétiques provenant de la magnétosphère d'Uranus, ou par le rayonnement solaire ultraviolet. Cette dernière hypothèse expliquerait l’asymétrie de sa distribution, puisque l'hémisphère arrière est soumis à une influence magnétosphérique plus intense que l’hémisphère avant. Une autre source possible serait le dégazage de CO2 primordial piégé par la glace d'eau à l'intérieur d'Umbriel. La fuite de ce CO2 de l’intérieur pourrait être reliée à l’activité géologique passée de ce satellite.
Umbriel peut s'être différencié en un noyau rocheux surmonté par un manteau de glace. Dans ce cas, le rayon du noyau (317 km) serait environ 54 % du rayon de la lune, et sa masse environ 40 % celle de la lune – proportions dépendant de la composition de ce satellite. La pression au centre d'Umbriel serait d'environ 0,24 GPa (2,4 kbar). L'état du manteau glacé n'est pas connu, bien que l'existence d'un océan sous la surface soit considérée comme improbable.

## Structures en surface

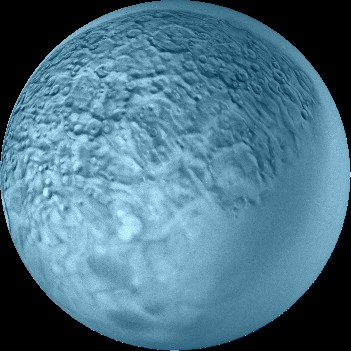
Carte d'Umbriel montrant les polygones à sa surface

Umbriel est le plus sombre des satellites d'Uranus, qui sont eux-mêmes plus sombres que les satellites des planètes plus proches du Soleil. Par exemple, la surface d'Ariel, un satellite jumeau d'à peu près la même taille, est plus de deux fois plus lumineuse. Umbriel a un albédo de Bond d'environ 10 %, à comparer aux 23 % d'Ariel. La réflectivité de la surface du satellite décroît de 26 % à l'angle de phase de 0° (albédo géométrique) à 19 % pour un angle de phase de 1°, c'est l'effet d'opposition. Contrairement à ce qui est observé pour Obéron (une autre lune uranienne sombre), la surface observée d'Umbriel est légèrement bleuâtre. En plus, des dépôts récents d'impact apparaissent, très clairs et au bleu encore plus prononcé (notamment dans le cratère Wunda, près de l'équateur),. Il se peut qu'il y ait une asymétrie entre les hémisphères avant et arrière. Ce dernier paraîtrait ainsi plus rouge que le premier. Cette asymétrie n'est pas complètement établie car la surface du satellite n'est connue qu'à 40 %. Le rougissement de la surface serait la conséquence de l'érosion spatiale due au bombardement par les particules chargées et les micrométéorites depuis le début du Système solaire. Cependant, l'asymétrie de couleur d'Umbriel est probablement aussi causée par l'accumulation de matériaux rougeâtres provenant des parties externes du système d'Uranus, peut-être des satellites irréguliers. Cette accumulation se produirait de préférence sur l'hémisphère avant. La surface d'Umbriel est relativement homogène : elle ne présente pas de fortes variations en albédo ou en couleur.
Les spécialistes n'ont jusqu’à présent identifié avec certitude qu'une classe de structures géologiques à la surface d'Umbriel : les cratères d'impact. La surface d'Umbriel a bien plus de cratères, et de plus grands, que celle d'Ariel ou de Titania, et est également la moins active géologiquement,. Seul Obéron a plus de cratères d'impact qu'Umbriel. Les diamètres des cratères observés vont de quelques kilomètres à 210 km pour le plus grand qui ait été clairement identifié, Wokolo,. Tous les cratères connus sur Umbriel ont des pics centraux, mais aucun ne possède de système d'éjectas radiaux.
| Nom      | Éponyme                                       | Coordonnées          | Diamètre (km) |
| -------- | --------------------------------------------- | -------------------- | ------------- |
| Alberich | Alberich (mythologie nordique)                | 33° 36′ N, 42° 12′ E | 52            |
| Fin      | Fin (troll du folklore danois)                | 37° 24′ S, 44° 18′ E | 43            |
| Gob      | Gob (Païen)                                   | 12° 42′ S, 27° 48′ E | 88            |
| Kanaloa  | Kanaloa (mythologie polynésienne)             | 10° 48′ S, 14° 18′ O | 86            |
| Malingee | Malingee (mythologie aborigène australienne)  | 22° 54′ S, 13° 54′ E | 164           |
| Minepa   | Minepa (peuple Makua de Mozambique)           | 42° 42′ S, 8° 12′ E  | 58            |
| Peri     | Peri (Folklore persan)                        | 9° 12′ S, 4° 18′ E   | 61            |
| Setibos  | Setibos (Patagonien)                          | 30° 48′ S, 13° 42′ O | 50            |
| Skynd    | Skynd (folklore danois)                       | 1° 48′ S, 28° 18′ O  | 72            |
| Vuver    | Vuver (mythologie finnoise)                   | 4° 42′ S, 48° 24′ O  | 98            |
| Wokolo   | Wokolo (peuple Bambara d'Afrique occidentale) | 30° 00′ S, 1° 48′ E  | 208           |
| Wunda    | Wunda (mythologie aborigène australienne)     | 7° 54′ S, 86° 24′ O  | 131           |
| Zlyden   | Zlyden (mythologie des Slaves)                | 23° 18′ S, 33° 48′ O | 44            |

C'est près de l’équateur d'Umbriel que se situe la structure de surface la plus spectaculaire : le cratère Wunda, d'un diamètre d'environ 131 km,. Le fond de Wunda montre un grand anneau de matériaux clairs, qui paraissent être des éjectas d'impact. À proximité, près du terminateur, apparaissent les cratères Vuver et Skynd, qui n'ont pas de bords clairs, mais possèdent chacun un pic central clair,. Les études du profil du disque d'Umbriel ont abouti à l'analyse selon laquelle il pourrait s'agir d'une très grande structure d'impact, de 400 km de diamètre et d'environ 5 km de profondeur.
Comme sur les autres satellites d'Uranus, la surface d'Umbriel est rayée par un système de canyons de tendance générale NE – SO. Cependant, ils ne sont pas officiellement reconnus. Ceci est dû à la faible résolution des images, et à l’aspect généralement uniforme de ce satellite, qui rend difficile sa cartographie géologique.
La surface fortement cratérisée d'Umbriel est probablement restée stable depuis le Grand bombardement tardif. Les seuls signes de l'activité interne ancienne sont les canyons et les polygones sombres, taches sombres de formes complexes, mesurant des dizaines ou des centaines de kilomètres. Les polygones ont été identifiés à partir d'une photométrie de précision sur les images de Voyager 2 ; ils sont distribués plus ou moins uniformément à la surface d'Umbriel avec une tendance NE – SO. Certains polygones correspondent à des dépressions de quelques kilomètres de profondeur, et peuvent avoir été formés pendant des épisodes tectoniques primitifs. Au début du XXIe siècle, il n'y a pas d'explication de l'aspect si sombre et si uniforme d'Umbriel. La surface est peut-être recouverte d'une couche relativement fine de poussières sombres en provenance d'un impact ou d'une éruption volcanique explosive,. Une autre possibilité encore serait que la croûte d'Umbriel est composée entièrement de matière sombre, ce qui aurait empêché la formation de structures claires comme les éjectas radiaux autour de ses cratères. Cependant, la présence de la structure claire de Wunda semble contredire cette dernière hypothèse.

## Origine et évolution
Umbriel se serait formé à partir d'un disque d'accrétion ou sous-nébuleuse, c'est-à-dire un disque de gaz et de poussières. Celui-ci aurait soit été présent autour d'Uranus pendant quelque temps après sa formation, soit aurait été créé par l'impact géant auquel Uranus doit son oblicité. La composition précise de la sous-nébuleuse est inconnue. Cependant, la densité relativement élevée d'Umbriel et d'autres lunes d'Uranus par rapport aux lunes de Saturne indique qu'elle devait être pauvre en eau,. Cette nébuleuse aurait pu être composée d'importantes quantités d'azote et de carbone présents sous forme de monoxyde de carbone (CO) et de diazote (N2) et non pas sous forme d'ammoniac ni de méthane. Les satellites formés dans cette sous-nébuleuse contiendraient moins de glace d'eau (avec du CO et de N2 piégés sous forme de clathrates) et davantage de roches, ce qui expliquerait leur densité élevée.
L'accrétion d'Umbriel dura probablement plusieurs milliers d'années. Les impacts qui accompagnèrent l'accrétion ont chauffé la couche externe du satellite. La température maximale d'environ 180 K a été atteinte à la profondeur d'environ 3 km. Après la fin de la formation du satellite, la couche sub-surfacique s'est refroidie, tandis que l'intérieur d'Umbriel fut échauffé par la décomposition des éléments radioactifs présents dans les roches. La couche refroidie sous la surface se contractait, tandis que l'intérieur se dilatait. Cela entraîna de fortes contraintes dans la croûte du satellite et provoqua des craquelures. Ce processus qui dura environ 200 millions d'années pourrait être à l'origine du système de canyons visible sur Umbriel. Toute activité endogène a cessé il y a plusieurs milliards d'années.
L'échauffement initial engendré par l'accrétion d'une part, et la désintégration radioactive des éléments d'autre part, a probablement été suffisamment intense pour faire fondre la glace ; ceci à condition qu'ait existé dans sa géologie un antigel tel que l'ammoniac (sous la forme d'hydrate d'ammoniac). Une fusion importante pourrait avoir séparé la glace des roches et engendré la formation d'un noyau rocheux entouré d'un manteau de glace. Une couche d'eau liquide (océan) riche en ammoniac dissous pourrait s'être formée à la frontière entre le noyau et le manteau. La température de fusion de ce mélange est de 176 K. Il est cependant probable que la température ait chuté en dessous de cette valeur et qu'en conséquence, cet océan soit gelé depuis longtemps. Umbriel est la lune d'Uranus qui fut la moins soumise au phénomène de resurfaçage endogène, bien qu'elle ait pu connaître, comme les autres lunes d'Uranus, un épisode de ce type, très tôt dans son existence.

## Exploration
En 2025, les seules images disponibles d'Umbriel sont des clichés de faible résolution pris en janvier 1986 par la sonde Voyager 2 lors de son survol d'Uranus. La distance minimale entre la sonde et Umbriel ayant été de 325 000 km, les meilleures images de l'astre ont une résolution spatiale d'environ 5,2 km. Les images couvrent environ 40 % de la surface, mais seuls 20 % de la surface furent photographiés avec une qualité suffisante pour effectuer une cartographie géologique. Lors du survol d'Umbriel, l'hémisphère sud était pointé vers le Soleil et par conséquent l'hémisphère nord était sombre et ne put donc pas être étudié. Aucune autre sonde spatiale n'a visité Uranus et Umbriel. Le programme Uranus orbiter and probe, dont le lancement pourrait être programmé pour les années 2020 à 2023, devrait apporter des précisions sur la connaissance des satellites d'Uranus et notamment sur Umbriel.